# 今村裕志
今村 裕志（いまむら ひろし）は、産業技術総合研究所、ナノスピントロニクス研究センターに所属する、日本の物理学者である。

## 主な研究分野
- スピントロニクス
- ナノデバイス

## 学歴
- 1989年（平成元年）3月 宮崎県都城市の宮崎県立都城泉ヶ丘高等学校卒業
- 1998年（平成10年）3月 東京大学大学院において博士（理学）の学位を取得　「Theoretical Study of Quantum Dots in Magnetic Fields(磁場中の量子ドットの理論的研究)」

## 職歴
- 2009年（平成21年）4月 - 東北大学大学院工学系研究科・客員教授
- 2010年（平成22年）4月 - 産業技術総合研究所・ナノシステム研究部門・主任研究員
- 2012年（平成24年）4月 - 産業技術総合研究所・ナノスピントロニクス研究センター・理論チーム・研究チーム長

## 著書及び参考文献[1]
- H. Imamura and S. Maekawa, "Theory of Spin Dependent Tunneling," Volume 1 (pp. 559 - 574) of the book "Handbook of Magnetism and Advanced Magnetic Materials," H. Kronmuller and S.S.P Parkin (Eds), (John Wiley & Sons, Ltd. 2007).
- H. Imamura, S. Takahashi, S. Maekawa, ”Andreev Reflection at ferromagnet /superconductor interfaces”,Chapter 9 (pp. 371 - 394) of the book “ Concepts in Spinelectronics”, (Oxford University Press, Oxford UK, 2005).
- 安藤康夫, 水上成美, 家形諭, 谷口知大, 今村裕志, 大兼 幹彦, 宮﨑照宣, "スピンポンピングによるスピン流の創出 と物理現象," まぐね 4, pp. 73-81 (2009).
- 佐橋政司・土井正晶・三宅耕作・今村裕志, "ナノ狭窄構型 磁気抵抗効果に関する最近の研究," まぐね 2, pp. 510-516 (2007).
- 今村裕志, "CPP-GMRの理論," 金属（アグネ）77, pp. 982-987 (2007).
- 今村裕志, 青木秀夫, "強磁場中の量子ドット : 「電子分子」と魔法数," 日本物理学会誌 Vol.53, No.1, pp. 36-40 (1998)